# Краузе, Виктор Иванович
Ви́ктор Ива́нович Кра́узе (род. 27 ноября 1950) — советский казахский бегун-марафонец. Выступал на всесоюзном уровне в 1970-х годах, чемпион СССР, победитель первенств всесоюзного и республиканского значения. Представлял Алма-Ату и спортивное общество «Локомотив». Заслуженный тренер СССР (1985).

## Биография
Виктор Краузе родился в Атбасаре (Казахская ССР) 27 ноября 1950 года. Этнический немец. В детстве хотел быть моряком, но не поступил в Нахимовское училище — медицинская комиссия нашла у него отклонения в сердце. По совету местного детского врача занялся бегом.
Занимаясь в Новосибирском физкультурном техникуме, познакомился со своим первым тренером Анатолием Загрядским. По его совету поступил в Алма-атинский институт физической культуры.

### Спортсмен
Занимался лёгкой атлетикой в Алма-Ате, выступал за Казахскую ССР и добровольное спортивное общество «Локомотив».

#### Средневик
Бегом на средние дистанции занялся в 1965 году. Уже в 1966 году стал чемпионом России среди мальчиков. Но потом рост результатов замедлился. В 1972 году на первенстве Казахстана неудачно выступил на 1500 метров и решил прекратить бегать.

#### Марафонец
Но вскоре Краузе занял первое место на соревнованиях Центрального совета «Локомотива», где его попросили выступить на дистанции 20 километров. Ещё через два месяца занял девятое место на марафоне в Калининграде и впервые выполнил норматив мастера спорта.
В Ужгороде на тренировке порвал икроножную мышцу и неделю не мог ходить.

##### 1973
Наивысшего успеха как спортсмен добился в сезоне 1973 года, когда на чемпионате СССР по марафону в Москве с результатом 2:17.14,6 превзошёл всех соперников и завоевал золотую награду.
На тот момент ему было 22 года, и это был второй марафон в его жизни.
На стадионе Виктор Краузе — бывший средневик — тактически обыграл опытного марафонца Юрия Великородных. Сперва не стал обходить его на вираже, затем обошёл на последней прямой и наполовину закрыл первую дорожку. Великородных сделал усилие и набежал последние метры. Время победителей впервые в истории марафона было одинаковое — 2:17.14,6. Фотофиниш в марафоне тогда ещё не применялся.
Чемпионом страны судьи признали Краузе.

##### После 1973
В апреле 1975 года финишировал седьмым на марафоне в Ужгороде, показав результат 2:16.47.
В 1976 году на чемпионате СССР по марафону в Ужгороде показал время 2:32.58 и выиграл бронзовую медаль.
В августе 1978 года с результатом 2:19.53 победил на марафоне в Черкесске.

### Тренер
Ещё выступая на трассах, начал работать тренером по лёгкой атлетике. В 1979 году Виктор Краузе был 14-м на пробеге газеты «Труд». В следующем году его будущая ученица Надежда Гумерова стала первой победительницей пробега среди женщин. В 1981 году в городском отделе лёгкой атлетики ему предложили работать с Гумеровой и другой казахской бегуньей Зоей Ивановой (Лебедевой). Под его руководством Иванова и Гумерова завоевали множество титулов и наград. В 1985—1988 годах у Краузе занимался Константин Санталов, будущий трёхкратный чемпион мира по бегу на 100 км (в 1992, 1993 и 1996 годах). В 1985 году за выдающиеся достижения на тренерском поприще удостоен почётного звания «Заслуженный тренер СССР».
В 1988 году уехал на постоянное жительство на свою историческую родину в Германию.
В 1995 году начал заочно, по телефону и переписке, тренировать Владимира Котова, который тогда жил в Польше.

## Результаты

### Соревнования
| Год  | Пробег        | Дата   | Дистанция | Результат | Место |
| ---- | ------------- | ------ | --------- | --------- | ----- |
| 1979 | газеты «Труд» | 3 июня | 30 км     | 1:35.45,0 | 14    |